# Marc-Alfred Pellerin
Pour les articles homonymes, voir Pellerin.
Œuvres principales
- N'oublie pas d'avoir peur
- Inokenti
- El Loco

Marc-Alfred Pellerin, né le 15 juillet 1936 à Paris où il est mort le 7 août 2009, est un écrivain français, auteur de plusieurs romans et de quelques romans policiers.

## Biographie
Marc-Alfred est né à Paris le 15 juillet 1936 dans une famille nombreuse, catholique.  Collégien, lycéen, il étudie à Sciences Po et en sort non diplômé. Il accomplit de 1959 à 1962 vingt-huit mois de service militaire dont vingt-cinq en Algérie comme chasseur-parachutiste de seconde classe. Il en dira qu'il sut de quoi Audiberti parlait en écrivant :
« Hommes, les hommes, cette race à la jointure
« du crime et du pardon, du jour et de minuit,
« sublime au ras de la ténèbre, la torture
« sa faim, lucide ou non, du ciel qu’elle poursuit.
(Dignité de l’homme. In Poésies 1934-1943 (Gallimard 1976)
Marié deux fois, il aura quatre enfants.
« Je prends comme une  chance d’avoir pu exercer des activités assez variées ». En effet, il est tour à tour journaliste salarié, à Paris-Presse, en 1962, à La Vigie marocaine (Casablanca) en 1963 et 1964, éleveur de sangliers dans le Morvan.
Son premier roman, Salauds les copains, a été publié en 1968, aux Presses de la Cité. Il avait alors décidé que ce serait le dernier et s'est retrouvé reporter à France-Soir, en 1969,1970 puis à Politique Hebdo, en 1971, 1972.
Parisien indigné, il a préfacé en 1972 L’assassinat de Baltard, reportage photographique de Jean-Claude Gautrand, consacré à la démolition des Halles.
Amené par la réalisation de plusieurs contrats publics de recherche, à étudier la crise (qualité et quantité) du logement à Paris et en France, il en profite pour concevoir et réaliser, en 1973 pour France Culture, la série «Habitat et vie sociale» (5 émissions de 20 minutes).
De 1973 à 1979, il est fabricant et marchand de bicyclettes à Paris.
Une année sabbatique (1979-1980) passée avec sa famille à Oxford lui a permis de s’initier à la philosophie du Common sense et à l’Utilitarisme. Il y a trouvé sujet à des émissions radiophoniques.
1982  «John Stuart Mill ou les mirages de la vertu» (Chemins de la Connaissance. 5 émissions de 18 minutes), «Esclaves sans maître» (Chemins de la Connaissance.10 émissions de 18 minutes consacrées à Adam Smith) 
Des recherches historiques menées pour la rédaction de son roman Un sabre dans les Nuages (La révolution polonaise et sa répression en 1793 ) et la situation crée en Pologne, deux siècles plus tard, par le coup d’état du général Jarulewski, l’ont poussé à diffuser «Non assistance à nation en danger» (5 émissions de 12 minutes sur France Culture. Chemins de la Connaissance 1983)
Parisien toujours mais de plus en plus tourné vers la nature, il a conçu, en 1986, avec son ami le peintre belge Joseph Henz, à l’intention de la Direction des parcs, jardins et espaces verts de la Ville de Paris un projet de promenades naturalistes (Géologie, hydrologie, flore, faune) à travers les arrondissements. Ils y ont ensemble réalisé cinq de ces promenades publiées sous forme de dépliants en 1987.
Depuis 1981, Il consacrait une part grandissante de son temps à la gestion de forêts.
De 1990 à 2001, son temps est partagé entre Paris, les forêts du Perche et la ville d'Évreux où il préside bénévolement une association responsable de 500 personnes handicapées mentales, les Papillons Blancs de l'Eure.
Il est élu en 1995 et 2001 au conseil municipal de Gaudreville la Rivière (240 habitants, Eure, canton de Conches en Ouche) petite commune dont sa famille est originaire.
Il initie ou participe à la création de quantité d’associations loi 1901, mais ne se faisait guère d’illusions sur l’efficacité de ces engagements et s’interrogeait souvent sur leurs motivations qui lui semblaient avoir « un goût de réflexe conditionné ».  Il dira adhérer au propos du Lillois Fernand Deligny, « homme et écrivain bien au-dessus de son siècle » : 
« Je ressens l’égoïsme comme une acrobatie mentale qui, à la première hésitation, vous laisse les reins cassés au fond de votre propre angoisse ». (Les Vagabonds Efficaces, Éd. Victor Michon, 1947)
« En 1980 s’était réveillé en moi le désir d’écrire à nouveau des romans ». Sept de ces romans ont été publiés.
Au titre de consultant forestier il a, à deux reprises (1996 et 1998), séjourné et largement voyagé en République de Sakha (Yakoutie) en Sibérie extrême-orientale.
Bénéficiaire d’une Bourse Stendhal, il est revenu le 2 janvier 2004 d’un séjour de dix semaines dans le sud du Chili où l’avait attiré son intérêt pour la forêt. Comme il le précise à propos de lui-même : « On a écrit que je suis un touche-à-tout. Tant de choses me touchent ».
Marc-Alfred Pellerin est mort en août 2009.

## Œuvres
- Salauds les copains, Presses de la Cité, coll. « Un mystère », 2e série, no 70, 1968
- Sans bombe, sans mitraille, préface de L'Assassinat de Baltard de Jean-Claude Gautrand, Édition Formule 13, 1973
- Messire Million !, Bordas coll. « BD+ », 1981  (ISBN 2040105506)
- Un sabre dans les nuages, Plon, 1985
- Scène de chasse, Nouvelle, Lu, 1985
- El Loco, Juillard, 1990  (ISBN 2-260-00710-4) (BNF 35077632)
- La Pelouze, Gallimard, coll. « Série noire » no 2381, 1995  (ISBN 207049487X)
- La Bourde, Gallimard, coll. « Série noire » no 2434, 1996  (ISBN 207049604X)
- La Pente, Gallimard, coll. « Série noire » no 2493, 1998  (ISBN 207049487X)
- N'oublie pas d'avoir peur, Gallimard, coll. « Série noire » no 2586, 2000  (ISBN 2070499634)
- Inokenti, Albin Michel, 2004  (ISBN 2226150846)
- L’Alerce, La Chambre d’échos, 2013  (ISBN 978-2-913904-54-5)

## Prix littéraires
Marc-Alfred Pellerin s'est vu décerner deux prix littéraires pour ses romans:
- Inokenti : Prix Culture et Bibliothèques pour tous, 2005
- N'oublie pas d'avoir peur : Prix Sang d'encre, 2001

## Sources
- Claude Mesplède (dir.), Dictionnaire des littératures policières, vol. 2 : J - Z, Nantes, Joseph K, coll. « Temps noir », 2007, 1086 p. (ISBN 978-2-910-68645-1, OCLC 315873361), p. 505-506.